# アルファロメオ・C41
アルファロメオ・C41 (Alfa Romeo C41) は、アルファロメオ・レーシング（ザウバー）が2021年のF1世界選手権参戦用に開発したフォーミュラ1カーである。

## 概要
前年型のC39の正常進化版とも言えるマシン。名称は通常なら「C40」となるところだが、既にチームでは「C40」を（2022年からの）新レギュレーション用車両の名称としてプロジェクトに使用しているため、名称の重複を避けて「C41」と名付けている。

## 2021年シーズン
ドライバーはキミ・ライコネンとアントニオ・ジョビナッツィのコンビを継続。
2021年9月1日にライコネンが今シーズン限りで引退することを発表した。
第13戦のオランダグランプリでは、ジョビナッツィが今シーズン初のQ3進出を達成し、7番グリッドを獲得する。ライコネンが新型コロナウィルスに感染した為、本グランプリはテストドライバーのクビサが代走する。
第14戦のイタリアグランプリでは、前のグランプリに引き続きクビサが代走を務める。このグランプリではイタリアの自動車メーカーのアルファロメオのホームグランプリとなった為特別塗装が施される。

## スペック

### シャシー
- 名称:︰アルファロメオ・C41

### パワーユニット
- エンジン名:フェラーリ 065/6
- エンジン形式:90度V型6気筒
- 最高回転数:15,000rpm
- 排気量:1,600cc
- 燃料:シェル

## 記録
（key）
| 年     | No. | ドライバー       | BHR | EMI | POR | ESP | MON | AZE | FRA | STY | AUT | GBR | HUN | BEL | NED | ITA | RUS | TUR | USA | MXC | SÃO | QAT | SAU | ABU | ポイント | ランキング |
| 2021年 |     |                  |     |     |     |     |     |     |     |     |     |     |     |     |     |     |     |     |     |     |     |     |     |     |          |            |
| ------ | --- | ---------------- | --- | --- | --- | --- | --- | --- | --- | --- | --- | --- | --- | --- | --- | --- | --- | --- | --- | --- | --- | --- | --- | --- | -------- | ---------- |
| 2021年 | 7   | ライコネン       | 11  | 13  | Ret | 12  | 11  | 10  | 17  | 11  | 15  | 15  | 10  | 18  |     |     | 8   | 12  | 13  | 8   | 12  | 14  | 15  | Ret | 13       | 9位        |
| 2021年 | 88  | クビサ           |     |     |     |     |     |     |     |     |     |     |     |     | 15  | 13  |     |     |     |     |     |     |     |     | 13       | 9位        |
| 2021年 | 99  | ジョヴィナッツィ | 12  | 14  | 12  | 15  | 10  | 11  | 15  | 15  | 14  | 13  | 13  | 13  | 14  | 13  | 16  | 11  | 11  | 11  | 14  | 15  | 9   | Ret | 13       | 9位        |

- 太字はポールポジション、斜字はファステストラップ
- † 印はリタイアだが、90%以上の距離を走行したため規定により完走扱い。
- * : 今シーズンのポイント及び順位（現時点）。